# Den svatého Valentýna

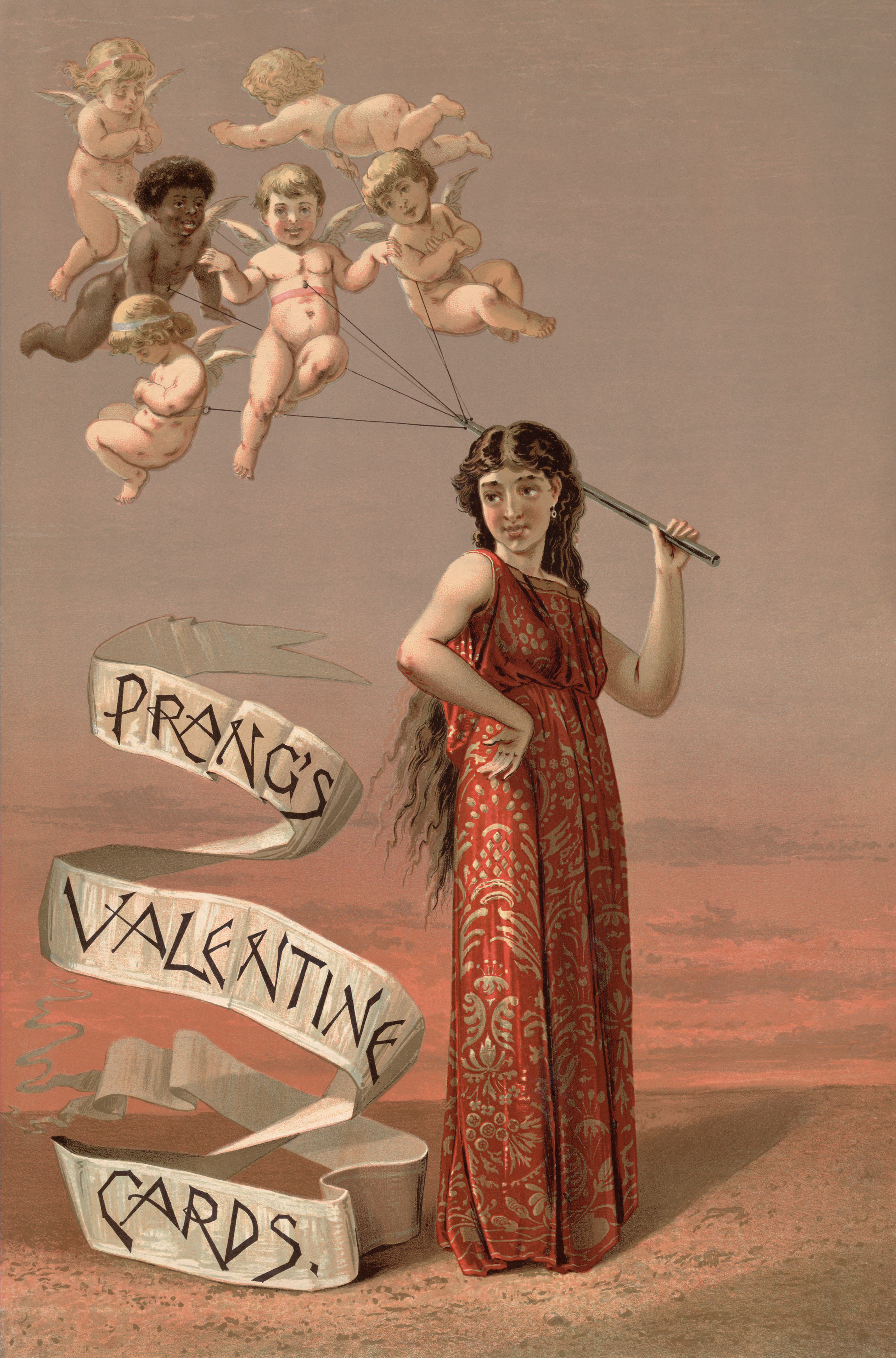
Reklama na valentýnské pohlednice (1883)

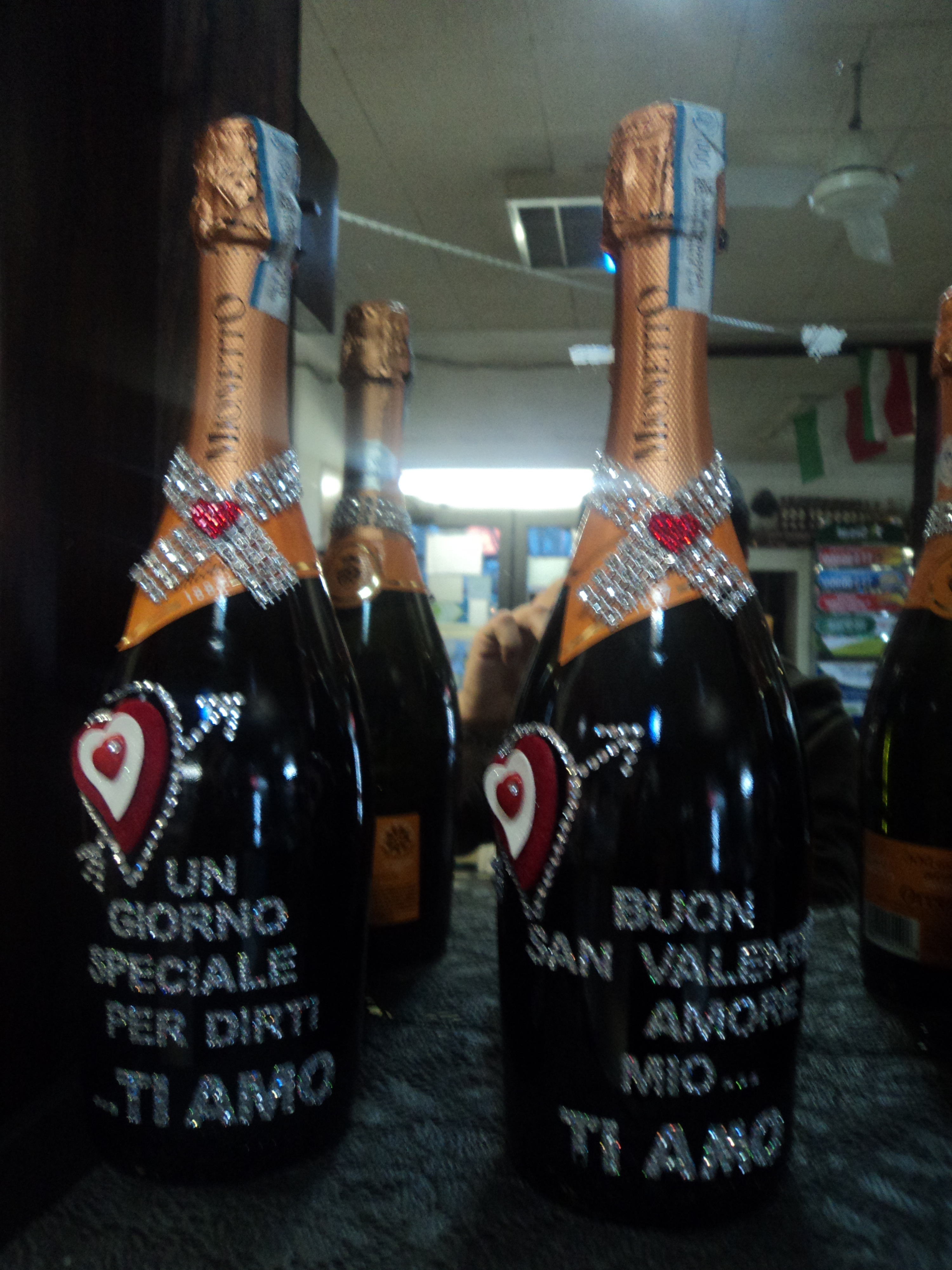
Valentýnské šumivé víno (Itálie 2014)

Den svatého Valentýna  (zkráceně také Valentýn) se slaví v anglosaských a dalších zemích každoročně 14. února jako svátek lásky. Je to den, kdy se tradičně posílají dárky, květiny, cukrovinky a pohlednice s tematikou stylizovaného srdce, jako symbolu lásky. Tento svátek se šíří i v kontinentální Evropě, do určité míry z komerčních důvodů.

## Původ svátku
V 18. století si dva angličtí autoři, Alban Butler a Francis Douce, během výzkumu legend o křesťanských světcích povšimli, že pro zjištění identity Svatého Valentýna není dostatek důkazů. Navrhli, že Den svatého Valentýna je pravděpodobně odvozen od pohanského svátku Lupercalia slaveného ve starověkém Římě. V předvečer tohoto dne byly do „urny lásky“ vloženy lístečky se jmény dívek. Každý mladý muž potom tahal lísteček a dívka, jejíž jméno si vytáhl, se měla stát jeho „miláčkem“ v následujícím roce. Legenda také říká, že tento den začal být známý jako Den svatého Valentýna až díky knězi Valentýnovi. Claudius II., vládce Říma, zakazoval svým vojákům, aby se ženili nebo jen zasnubovali. Bál se, že by chtěli zůstat doma u svých rodin a nešli do boje. Valentýn vzdoroval vládci a tajně oddával mladé páry. Byl zatčen a později popraven 14. února. Svátek Lupercalia podle této teorie splynul s oslavami mučednictví Svatého Valentýna a vznikl romantický svátek, který je nyní 14. února slaven.
Současní akademici věnující se tomuto tématu ale s tímto vysvětlením nesouhlasí. Proti jsou například profesor Jack B. Oruch z Kansanské univerzity, Henry Ansgar Kelly z Kalifornské univerzity v Los Angeles, nebo docent Michael Matthew Kaylor působící na české Masarykově univerzitě. Mnoho současných legend o Svatém Valentýnovi vzniklo ve 14. století v Anglii, když Geoffrey Chaucer a kruh jeho blízkých poprvé začali asociovat 14. únor s romantickou láskou.

## Valentýnské zvyky

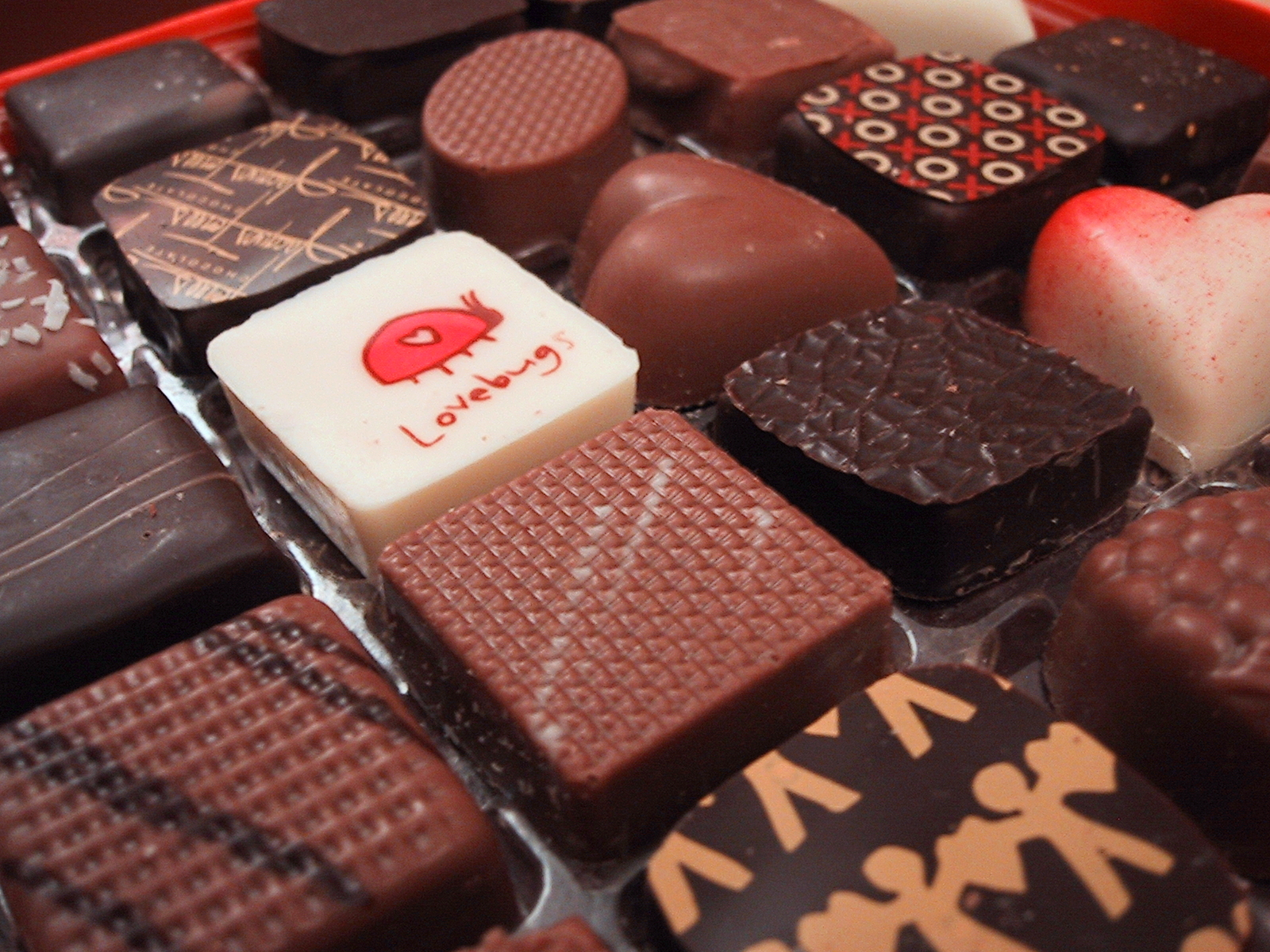
Valentýnské čokoládové bonbony (USA 2005)

K Valentýnu se váže celá řada zvyků, které pomalu pronikají i do českého prostředí – a to zejména pod tlakem obchodníků. Jedná se především o společnou oslavu svátku zamilovanými páry, darování valentýnských přáníček – vyznání lásky (tzv. valentýnky) nebo uzamykání zámečků lásky, které původně s Valentýnem ale téměř nesouvisí. Není bez zajímavosti, že právě období Valentýna každoročně zvedá poptávku po visacích zámcích, na což reagují také výrobci, kteří nabízí visací zámečky s valentýnskými motivy.[chybí lepší zdroj]